# Slag bij Albert (1918)
De Slag bij Albert (21-23 augustus 1918) was de derde slag met die naam die tijdens de Eerste Wereldoorlog werd uitgevochten, na de Eerste Slag bij Albert (1914) en de Tweede Slag bij Albert (1916). De drie slagen werden ongeveer twee jaar na elkaar uitgevochten. Deze kleinere derde veldslag was belangrijk omdat het de aanleiding zou zijn voor de Tweede Slag aan de Somme en het Australische korps was betrokken bij deze slag. De Tweede Slag bij Bapaume, van 25 augustus tot 3 september, was een voortzetting van deze derde slag om Albert.
De aanvallen dreven het Duitse 2e leger 80 km terug. Op 22 augustus nam de 18e (oostelijke) divisie Albert in, terwijl de Britten en Amerikanen oprukten naar Arras. Op 29 augustus, tijdens de Tweede Slag om Bapaume, viel de stad Bapaume in handen van het Nieuw-Zeelands leger. Dit resulteerde in opmars van het Australische Korps, dat de   Somme rivier overstak op 31 augustus en  de Duitse linies doorbrak tijdens de Slag van de Mont St. Quentin. Het Westheer (Duitse legers aan het westfront) werd teruggeduwd naar de Hindenburglinie, van waaruit ze hun voorjaarsoffensief waren begonnen.     